# اكتئاب مرض آلزهايمر
الاكتئاب هو أحد أكثر الأعراض النفسية شيوعا في مرض آلزهايمر ويحدث في جميع مراحل المرض، لكنه يتجلى على هيئات تختلف عن اضطرابات الاكتئاب الأخرى. في 2000، أنشأ فريق عمل في المعهد الوطني للصحة العقلية الأمريكي مجموعة من المعايير المؤقتة لتشخيص اكتئاب مرض الآلزهايمر، على أنها كيان تشخيصي منفصل في حد ذاته.
في سنة 2005، أنشأ مجموعة من الأخصاء النفسيين في جامعة جونز هوبكينز مجموعة من المعايير العملية للمساعدة في تشخيص اكتئاب مرض الآلزهايمر في الممارسة السريرية.

## الأسباب
رغم أن مقدمي الرعاية يشعرون غالبا أن التشخيص بمرض الآلزهايمر يجب أن يولد الاكتئاب لدى الشخص المصاب به، إلا أن هنالك أدلة قليلة أو منعدمة تثبت صحة ذلك. وفي الواقع، من غير الواضح كيف يمكن للعديد من الأفراد استيعاب تشخيصهم بالآلزهايمر في وقت حدوث ذلك. يمكن أن تنشأ أعراض اكتئاب مرض الآلزهايمر في أي لحظة من مسار المرض، وتتجلى بشكل واضح عادة في المراحل الأخيرة من التدهور الإدراكي.
وجدت العديد من الدراسات العصبية علاقة بين الشذوذات في الدماغ والاكتئاب الناتج عن الخرف. بالنسبة لاكتئاب مرض الآلزهايمر تحديدا، وجدت دراسات التصوير المقطعي بالإصدار البوزيتروني (PET) تغيرات في الأيض في التلفيف الأمامي العلوي.

## الأعراض
تحدد معايير تشخيص اكتئاب مرض الآلزهايمر أنه يتطلب ثلاثة أعراض من الأعراض الممكنة للاضطراب الاكتئابي الرئيس (MDD) بدل الخمسة المطلوبة لتشخيص الاضطراب الاكتئابي الرئيس في حد ذاته، ويمكن للأعراض أن تكون متغيرة. وعليه، عادة لا يتم التعرف على اكتئاب مرض الآلزهايمر بين طيف أعراض مرض الآلزهايمر.
بشكل عام، يميل الأفراد المصابون باكتئاب مرض الآلزهايمر إلى أن يكون قلقين، مهتاجين، واهمين أو شاردي الذهن. وتشمل أعراضه: النزق وحدة الطبع والانعزال الاجتماعي. الأفراد المصابون باكتئاب مرض الآلزهايمر أكثر احتمالا من المصابين بالاضطراب الاكتئابي الرئيس في إظهار انخفاض في تمتعهم بالتواصل الاجتماعي أو النشاطات العرفية، لكنهم أقل احتمالا في التعبير عن الشعور بالذنب أو الإحساس بالرغبة في الانتحار أو القيام بهما.